# Castelo de Odawara
O Castelo de Odawara (em japonês:  小田原城, Odawara-jō) é um patrimônio da cidade de Odawara, na província de Kanagawa, Japão.

## História
O castelo foi originalmente construído pelo clã Omori de Suruga, em meados do século XV, durante o período Sengoku. Em 1495, o clã Omori foi derrotado por Hōjō Sōun. A partir de então, o clã Hōjō expandiu e desenvolveu as estruturas do castelo gradualmente, a medida que a família ganhava mais poder, tornando-se a base do clã. O castelo resistiu aos ataques de Uesugi Kenshin em 1531 e de Takeda Shingen em 1569, aumentando a reputação de castelo forte. Porém, em 1590, o castelo não resistiu ao cerco de Hideyoshi Toyotomi, o qual atacou com um exército de 220 mil homens, naquilo que ficou conhecido como terceiro cerco de Odawara, sendo posteriormente demolido.
Durante o período Edo, um dos funcionários de confiança de Tokugawa Ieyasu, Ōkubo Tadayo, tornou-se dono do castelo, reconstruindo-o e remodelando-o como um castelo moderno. Ele governou Odawara até o ano de sua morte, em 1594, sendo sucedido pelo seu filho, Ōkubo Tadachika. Em 1703, um grande terremoto destruiu várias estruturas do castelo, as paredes de pedra caíram, e a torre quase foi também derrubada. Todavia, a erupção do Monte Fuji (1707) e outro grande terremoto em 1782 fizeram com que a torre se inclinasse.
Em 1870, durante a era Meiji, o castelo foi abandonado, a torre foi desmontada e vendida. Em 1938, o local do castelo foi proclamado Patrimônio Histórico Nacional, com a área sob restrições de preservação histórica expandida em 1959 e novamente em 1976 com base em investigações arqueológicas adicionais. A torre do castelo foi reconstruída em 1960.
O Castelo de Odawara foi listado como um dos 100 castelos mais famosos do Japão pela Fundação do Castelo do Japão em 2006.